# Prawy Alians
Prawy Alians (PA) – była młodzieżowa organizacja pozarządowa na Białorusi.
We wrześniu 2011 r. Prawy Alians ogłosił swoje rozwiązanie.

## Cele
Celami działalności Prawego Aliansu są sprzyjanie powstaniu mocnego, suwerennego państwa prawnego, obrona praw obywateli Republiki Białorusi i Białorusinów zamieszkałych za granicą, rozwój narodowej kultury, wykształcenia, promowanie zdrowego trybu życia i patriotycznych idei w społeczeństwie.

## Zadania
- Sprzyjanie zapewnieniu niepodległości oraz suwerenności Republiki Białorusi, podniesieniu jej autorytetu międzynarodowego;
- Pomoc i sprzyjanie instytucjom państwowym oraz ugrupowaniom obywatelskim w budownictwie państwa białoruskiego na podstawie własnych narodowych, historycznych i społecznych tradycji;
- Realizacja działalności kulturalnej i edukacyjnej, w tym nauka historii Białorusi, ochrona języka ojczystego i tradycji Białorusinów;
- Promowanie zdrowego trybu życia oraz wsparcie sportu, wykształcenie pokolenia, zdrowego duchowo i fizycznie;
- Realizacja efektywnej polityki młodzieżowej, wsparcie aktywnej i utalentowanej młodzieży, pomoc jej w realizacji pożytecznej dla społeczeństwa działalności;
- Rozwój i promowanie turystyki na Białorusi jako środka wychowania jednostki, żyjącej w harmonii ze środowiskiem naturalnym.

Do swoich głównych celów PA zalicza również znalezienie i wciągnięcie do działalności organizacji „oddanych synów i córek narodu białoruskiego (przyszłej elity), gotowych i zdatnych do pracy na rzecz wolnej, niepodległej i pomyślnej Republiki Białoruskiej”.

## Historia
Prawy Alians został założony na początku 2004 roku przez byłych członków Białoruskiej Partii Wolności (BPW), która dokonała samorozwiązania. Prawy Alians powstał jako zjednoczenie białoruskich patriotycznych inicjatyw młodzieżowych.
Dziś ma kilkaset członków i przedstawicieli we wszystkich obwodach kraju.
W ciągu swej działalności Alians zorganizował i zrealizował kilkadziesiąt akcji i kampanii narodowo-patriotycznych i społecznych: odnowienie znaku pamiętnego na cześć Konstantego Kalinowskiego przy ulicy Kalinowskiego w Mińsku, obchody dnia miasta w Mogilewie, postawienie krzyża pamiętnego we wsi Drażno, pochód z pochodniami w dniu Bohaterów w Słucku, kampania „Antymak”, z żądaniem zakazu sprzedaży nasion maku zawierających opium.
W ciągu lat 2004-2008 zjednoczenie współdziałało z organizacjami prawicowymi w białoruskiej opozycji. Odpowiadali za bezpieczeństwo w czasie pierwszego kongresu sił demokratycznych (październik 2005).
W czasie wyborów prezydenckich 2006 członkowie Prawego Aliansu, poza informacyjną i agitacyjną pracą, zapewniali bezpieczeństwo wspólnego kandydata od ZSD (Zjednoczonych Sił Demokratycznych) A. Milinkiewicza.
W czasie wyborów municypalnych w roku 2007 12 członków Aliansu brało udział jako kandydaci na posłów (w tym 4 w stolicy republiki).
W wyborach do Izby Przedstawicieli w roku 2008 brało udział trzech członków organizacji.
Wydania: biuletyn „Pachodnia”, gazeta „Vartaunik dziarzhavy”, gazeta dzielnicowa „Paudniowy Zachad”.
Współpracują z ruchem „Za Wolność” A. Milinkiewicza, komitetem organizacyjnym BCHD, PBNF i innymi, oraz z organizacjami prawicowymi na Ukrainie, Litwie i w Polsce.

### Represje po wyborach prezydenckich w 2010 roku
Po wyborach prezydenckich na Białorusi 19 grudnia 2010 roku nastąpiła fala represji wobec działaczy opozycji i niezależnych dziennikarzy. Wieczorem 28 grudnia 2010 roku, funkcjonariusze organów bezpieczeństwa dokonali przeszukania w mieszkaniu lidera „Prawego Aliansu”, Juryja Karetnikaua. Przeszukanie miało miejsce pod jego nieobecność.